# Ariel Garcé
Ariel Hernán Garcé dit Chico (né le 14 juillet 1979 à Tandil en Argentine) est un joueur de football argentin.

## Biographie

### Club
Garcé commence sa carrière professionnelle avec son club formateur de Buenos Aires du Club Atlético River Plate en 1999. Il prend part aux effectifs qui remportent deux championnats argentins avant d'être prêté à l'équipe mexicaine du CA Monarcas Morelia en 2003. Garcé retourne ensuite au River Plate en 2004 et aide club à remporter le tournoi de Clausura 2004.
Garcé évolue ensuite dans le club du Colón de Santa Fe, avant de partir jouer pour l'Olimpo de Bahía Blanca puis pour le Rosario Central. À l'Olimpo, Garcé est banni pendant six mois par la fédération argentine pour avoir été contrôlé positif à la cocaïne.
En 2007, il retourne pour la deuxième fois de sa carrière dans le club de Colón.

### Sélection
Garcé joue tout d'abord dans deux matchs amicaux avec l'Albiceleste sous la direction de Marcelo Bielsa en 2003. Il joue ensuite un autre match amical contre Haïti sous l'ère Diego Maradona. Le 19 mai 2010, Garcé est, à la surprise de tous, sélectionné parmi les 23 joueurs de l'effectif argentin qui partent disputer la coupe du monde 2010 en Afrique du Sud, bien qu'il ne joue pas un seul match. La petite histoire veut qu'il ait été sélectionné par Diego Maradona par superstition, ce dernier l'ayant vu brandir la coupe du monde en rêve.

## Palmarès

### Club
- Primera División Argentina
  - Clausura 2000, Clausura 2002, Clausura 2004